# Weiße Strelitzie
Die Weiße Strelitzie (Strelitzia alba) ist eine Pflanzenart aus der Gattung der Strelitzien (Strelitzia) in der Familie der Strelitziengewächse (Strelitziaceae). Diese südafrikanische Art wird selten in tropischen Parks und großen Gärten als Zierpflanze verwendet.

## Beschreibung

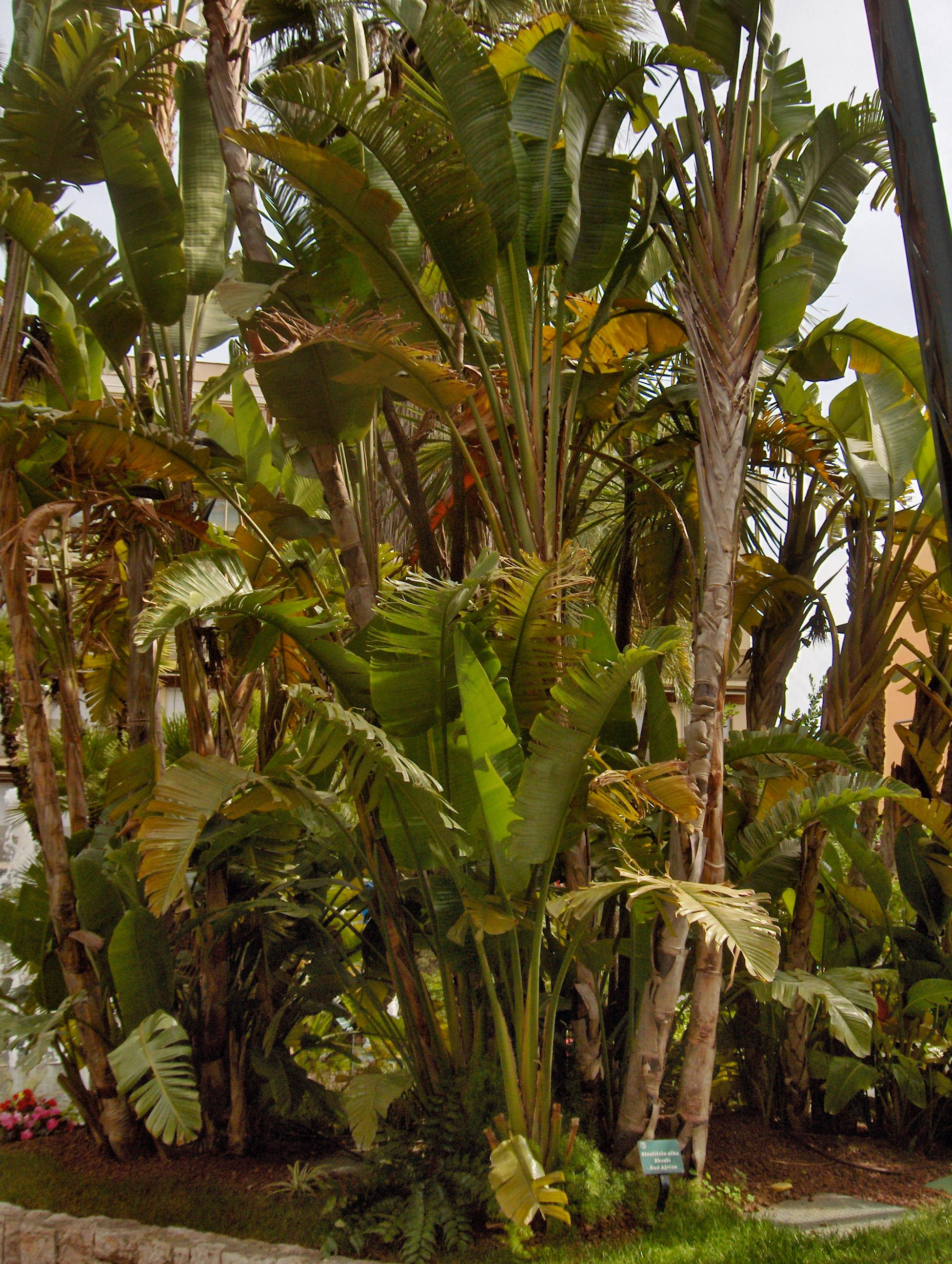
Habitus der ausgewachsenen Pflanzen in einem Bestand

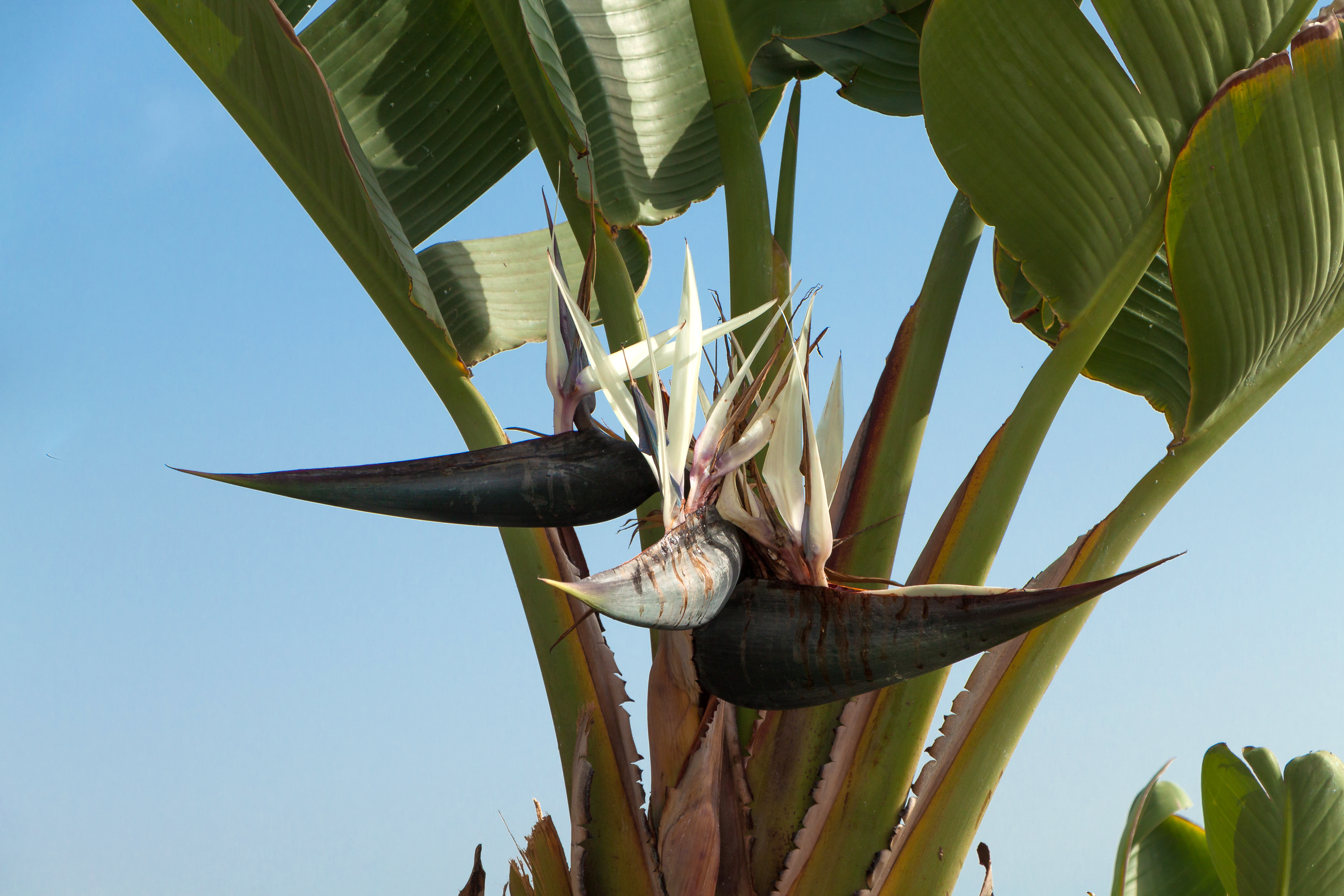
Blüte

### Erscheinungsbild und Laubblätter
Strelitzia alba wächst baumförmig als immergrüne, ausdauernde, krautige Pflanze, die Wuchshöhen von bis zu 10 Meter erreicht. Sie bildet mit ihren verzweigten Rhizomen dichte, horstartige Bestände. Der unverzweigte, etwas verholzende Stamm besitzt Markierungen durch die Blattnarben. Die spiralig am Stamm verteilten, an alten Pflanzen nur im oberen Bereich eine Art Krone bildenden Laubblätter sind deutlich in langen Blattstiel und Blattspreite gegliedert. Ihre einfachen, glattrandigen, länglichen, etwa ledrigen, glänzend grünen bis gräulichen Blattspreiten besitzen eine Länge von bis zu 2 Meter und eine Breite von 40 bis 60 Zentimeter. Die Blattspreiten zerreißen im Laufe der Zeit im Wind. Insgesamt wirken sie vegetativ wie Bananenpflanzen.

### Blütenstände und Blüten
Strelitzia alba blüht das ganze Jahr über, mit einer Hauptblütezeit im Herbst und Winter von Mai bis Juli. Es ist ein seitenständiger, aufrechter Blütenstandsschaft vorhanden. Es ist wie bei Strelitzia caudata ein einfacher Blütenstand vorhanden (Unterschied zu Strelitzia nicolai bei der mehrere Teilblütenstände übereinander stehen). Ein waagrecht oder weist etwas nach oben stehendes, auffälliges, großes, dunkles, blaugrün bereiftes, kahnförmiges Hochblatt (die sogenannten Spatha) ist 25 bis 30 cm lang, 6 bis 8 cm hoch und etwa 4,5 cm dick. Es enthält durchschnittlich fünf Blüten.
Die zwittrigen Blüten sind zygomorph und dreizählig. Die jeweils drei Blütenhüllblätter sind in den beiden Kreisen in Form und Farbe sehr unterschiedlich. Von den drei weißen, 16 bis 18 cm lang und 3 bis 3,5 cm breiten Blütenhüllblättern des äußeren Kreises (oft Sepalen = Kelchblätter genannt) ist das mittlere kleiner als die seitlichen. Von den inneren drei immer weißen (bei Strelitzia nicolai sind sie meist blau, sehr selten weiß) Blütenhüllblättern (oft Petalen = Kronblätter genannt) überdeckt das, mit einer Länge von etwa 3,5 cm und einer Breite von etwa 1 cm lanzettliche, obere den Eingang zur „Nektarkammer“; die beiden großen seitlichen sind pfeilartig verwachsen (insgesamt 4 bis 4,5 cm lang und 1 bis 1,25 cm breit) und umhüllen den Griffel und die fünf fertilen Staubblätter. Die Staubfäden sind 3 cm lang und die Staubbeutel sind 5 bis 5,5 cm lang. Der reichlich produzierte Nektar lockt Nektarvögel (Nectariniidae), beispielsweise Cinnyris afer und Cinnyris chalybeus an. Die Bestäubung erfolgt durch Vögel.

### Früchte und Samen
Es werden holzige, dreifächerige Kapselfrüchte gebildet, die sich von ihrer Spitze aus öffnen. Die schwarzen bis braunen, kugeligen Samen weisen einen gelblichen, wolligen Arillus auf. Früchte können das ganze Jahr über vorhanden sein, doch reifen sie am häufigsten im Sommer zwischen Oktober und Februar.

### Chromosomensatz
Strelitzia alba besitzt als einzige einen von den anderen Strelitzia-Arten (2n = 14) abweichenden Chromosomensatz von 2n = 22.

## Vorkommen und Gefährdung
Strelitzia alba kommt in Südafrika vom Distrikt Knysna in der Provinz Westkap bis zum Distrikt Humansdorp in der Provinz Ostkap vor. Sie gedeiht natürlich nur in immergrünen Wäldern in der Nähe der Ostküste (entlang der Garden Route). Heute ist sie nur noch in geschützten Schluchten und an Hängen entlang der Fließgewässer zu finden.
Strelitzia alba wird in der Roten Liste der südafrikanischen Pflanzen als nicht gefährdet (Least Concern) bezeichnet. Phakamani Xaba von Kirstenbosch Botanical Gardens hat die Wildpopulationen mehrere Male besucht und kam zu einer anderen Ansicht vom Gefährdungsstatus. Es wurde beobachtet, dass Sammler viele der Seitentriebe, die zur vegetativen Vermehrung erforderlich sind, entfernten. In den Populationen gibt es keine jungen Pflanzen oder Sämlinge und die Samen werden immer geerntet, bevor sie den Boden erreichen.

## Systematik
Diese Art wurde 1782 unter dem Namen Heliconia alba durch Carl von Linné dem Jüngeren in Supplementum Plantarum, S. 157 erstveröffentlicht. Carl Peter Thunberg stellte diese Art 1792 in Nova Genera Plantarum, S. 113 unter dem Namen Strelitzia augusta in die Gattung Strelitzia. Homer Collar Skeels gab ihr 1912 den Namen Strelitzia alba (L.f.) Skeels in U.S. Department of Agriculture Bureau of Plant Industry Bulletin, Band 248, S. 57. Das Artepitheton alba stammt aus dem Lateinischen, bedeutet weiß und bezieht sich auf die Blüte.
Bei Moore & Hyypio 1970 wurde die Nomenklatur innerhalb der Gattung Strelitzia diskutiert. Ein weiteres Synonyme für Strelitzia alba Regel & Körn. ist Strelitzia angusta D.Dietr.